# Quel maledetto giorno d'inverno... Django e Sartana... all'ultimo sangue!
Quel maledetto giorno d'inverno... Django e Sartana... all'ultimo sangue! è un film del genere western all'italiana del 1970 diretto da Demofilo Fidani (accreditato come Miles Deem). 

Come era pratica di quegli anni, nella trama di questo film fu inserito il personaggio di Sartana seppure non faccia parte della serie "canonica" dei film. Fidani girò in tutto quattro film "apocrifi" del personaggio Sartana e due di Django.

## Trama
A Black City arriva Jack Ronson, un giovane pistolero da Denver City, inviato per prendere il posto dello sceriffo ucciso qualche tempo prima da Bud Willer, un fuorilegge. In città infatti quest'ultimo fa il bello e il cattivo tempo, uccidendo chiunque gli si opponga senza lasciare mai nessun superstite, in modo che nessuno possa mai denunciarlo.
Contemporaneamente, in città arriva un misterioso pistolero vestito da becchino, che spolvera due lapidi ed entra nella locanda della città. 

Django al cimitero di Black City

A sera, in città arriva Bud Willer con i suoi scagnozzi e intima al nuovo sceriffo di lasciare la città, ma Ronson, anche se viene umiliato e disarmato decide di restare. Intanto viene a sapere che Bud Willer non va sottovalutato: anni fa infatti, svaligiò la banca della città insieme al bandito ricercato Paco "il Sagnuinario" Sanchez. Sanchez però venne catturato, e Willer lo aiutò ad evadere: da allora divennero sodali nei loro sporchi affari. Un uomo cercò di ostacolare Bud Willer, ma venne barbaramente ucciso insieme a suo fratello più piccolo. Il suo nome era Frank Cutler, lo stesso uomo di cui il pistolero misterioso aveva spolverato la bara. Nel frattempo però Bud Willer si trova a passare da una fattoria poco lontana dalla città, e affascinato dalla donna che ci lavora, ne uccide il marito e la violenta. Venuto a sapere del misfatto, lo sceriffo si reca subito dalla vedova e le promette di fare giustizia, ma la donna, ormai rassegnata alle angherie di Bud Willer e in preda ad una crisi di nervi, lo caccia in malo modo.

La banda di Bud Willer

Il pistolero misterioso intanto viene a scoprire che Bud Willer ha degli sporchi traffici con un certo Joe Smith, che minacciato, ammette la sua colpevolezza, ma approfittando dell'arrivo di alcuni scagnozzi di Bud Willer prova ad uccidere il pistolero, che lo uccide. Tornato alla locanda, lo sceriffo incontra Bud Willer che gli intima nuovamente di lasciare la città altrimenti l'avrebbe ammazzato la mattina dopo, in un regolare duello, all'alba. Ma la mattina dopo, il misterioso pistolero va dal giovane sceriffo e gli rivela di essere venuto in città solamente con l'intento di vendicare i fratelli della sua donna, cioè i Cutler, che Bud Willer aveva ucciso anni prima. 
Non riuscendo a convincere lo sceriffo e certo che Willer con i suoi scagnozzi avrebbe prevalso nel duello, decide di stordire e rinchiudere in una cella lo sceriffo, di vestire i suoi panni e affrontare Willer. Grazie al crepuscolo, e al forte vento, avendo inoltre il volto coperto da una sciarpa, nessuno si accorge dell'inganno e così uccide Willer e i suoi scagnozzi. Il giorno dopo tutti sono ricreduti su quello sceriffo dall'aspetto così giovane e debole, ma lui, offeso nell'onore da quello che è successo decide di abbandonare l'incarico. 
Neanche l'imminente arrivo del sanguinario Sanchez serve a far cambiare la decisione dello sceriffo, ma quando la vedova gli chiede di restare, scusandosi se aveva creduto che quell'uomo non avrebbe potuto cambiare le cose in città, allora decide di restare e sfida a duello la mattina dopo Sanchez. Anche stavolta il pistolero misterioso si reca dallo sceriffo, ma stavolta lo sceriffo gioca a carte scoperte: ha riconosciuto nel misterioso pistolero Django, il celebre bounty-killer ma non ha per lui parole buone: infatti lo accusa ingiustamente di non aver ucciso Willer per questioni di vendetta, ma solamente per attirare Sanchez in città e riscuotere la sua taglia. 
I due iniziano a picchiarsi fino a quando uno dei due, col volto coperto esce ad affrontare Sanchez. Nonostante le forti raffiche di vento il pistolero al primo colpo uccide Sanchez e poi, uno alla volta, tutti i suoi uomini appostati. Gli uomini nascosti sono però sei, e l'ultimo, quando sente sparare l'ultimo colpo esce allo scoperto per uccidere alla fine il pistolero. Solo ora si scopre che il pistolero è davvero lo sceriffo, anche lui un fenomenale tiratore, perché dall'ufficio dello sceriffo esce Django e uccide l'ultimo bandito. 
Sul finale Django saluta lo sceriffo, che gli promette che presto anche lui sarebbe diventato famoso: il suo nome è Jack Ronson, detto Sartana.

## Curiosità
- Il film porta come sottotitolo Django e Sartana all'ultimo sangue anche se Django e Sartana non si sfidano realmente all'interno del film.
- Il film è stato scritto da Demofilo Fidani e sua moglie Mila Vitelli. Inoltre la loro figlia, Simonetta Vitelli, svolge anche il ruolo della vedova nel film.
- Nonostante nel 1970 il genere Spaghetti western fosse già affermato, gli attori e lo stesso regista utilizzano comunque pseudonimi anglofoni. Demofilo Fidani però utilizza lo pseudonimo come regista e sceneggiatore, mentre non lo usa come ideatore del soggetto.